# نرخ بهره بدون ریسک
نرخ بهره بدون ریسک (انگلیسی: Risk-free interest rate) از انواع نرخ‌های بهره است و به میزان بازده یک سرمایه‌گذاری احتمالی اطلاق می‌شود، که در طول یک دوره زمانی معین، بدون ریسک مالی باشد. از آنجا که سود حاصل از این نوع سرمایه‌گذاری بدون تحمل ریسک به دست می‌آید، لذا هر سهام دیگری در طول زمان انتشار و مبادله باید دارای نرخ بهره بالاتر نسبت به نرخ بهره بدون ریسک باشد، تا سرمایه‌گذاران انگیزه برای نگهداری سایر سهام را داشته باشند.